# 阿罗 (南科西嘉省)
阿罗（法語：Arro，法語發音：[aʁo]）是法国南科西嘉省的一个市镇，属于阿雅克肖区。

## 地理
阿罗（42°5'34"N, 8°48'50"E）面积8.84 平方千米，位于法国南科西嘉省，该省份位于科西嘉南部，后者为地中海西部的一座岛屿，也是法国的一个单一领土集体，位于法国大陆部分的东南面，意大利半島的西面，最临近的地块是撒丁岛。
与阿罗接壤的市镇（或旧市镇、城区）包括：洛皮尼亚、阿尔博里、萨里多尔奇诺。

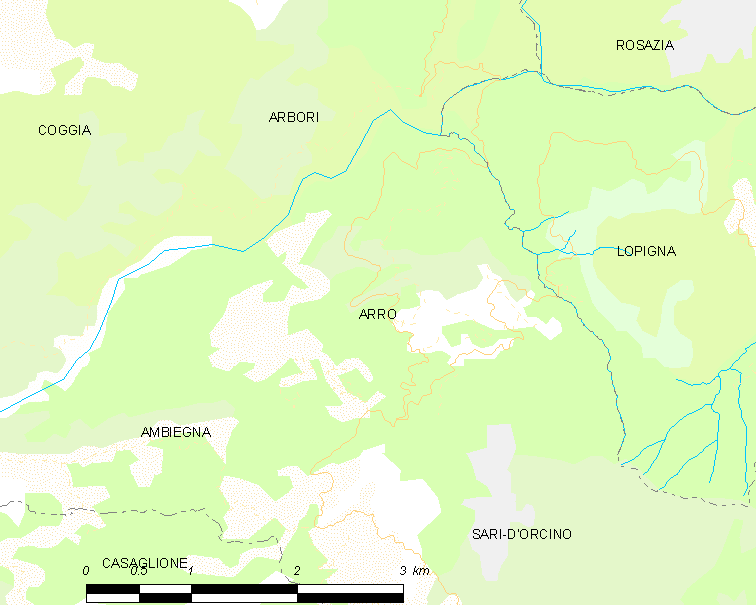
的OSM定位图

阿罗的时区为UTC+01:00、UTC+02:00（夏令时）。

## 行政
阿罗的邮政编码为20151，INSEE市镇编码为2A022。

## 政治
阿罗所属的省级选区为塞维-索鲁-奇纳尔卡县。

## 人口

1962-2008年间人口变化图示

阿罗于2022年1月1日时的人口数量为80人。